# The Holiday Collection
The Holiday Collection je EP američke pjevačice Madonne. Izdan je uz Madonninu prvu kompilaciju najvećih hitova The Immaculate Collection samo u Ujedinjenom Kraljevstvu 1991. pod Sire Recordsom.
Ovaj EP je smatran CD Maxi-singlom s pjesmom "Holiday" kao najavnom i vodećom pjesmom. EP je sadržavao još 3 pjesme koje se nisu našle na kompilaciji, a bili su Madonnini veliki hitovi u UK. Tako su se na popisu pronašle "True Blue" (#1), "Who's That Girl" (#1) i "Causing a Commotion" (#4).
Ovo je bilo treći puta da je pjesma "Holiday" ušla na britansku top listu singlova. Prvi puta se to dogodilo 1984. kada je dospjela na 6. mjesto, drugi puta 1985. kada je dospjela na 2. mjesto, a od vrha ju je dijelila Madonnina pjesma "Into the Groove", i ovaj treći puta kada je dospjela na 5. mjesto.

## Popis pjesama
1. "Holiday" (Album Version, 6:09)
2. "True Blue" (Album Version, 4:17)
3. "Who's That Girl" (Album Version, 3:58)
4. "Causing a Commotion" (Silver Screen Single Mix, 4:06